# Prescottia oligantha
Prescottia oligantha är en orkidéart som först beskrevs av Olof Swartz, och fick sitt nu gällande namn av John Lindley. Prescottia oligantha ingår i släktet Prescottia och familjen orkidéer. Inga underarter finns listade i Catalogue of Life.

## Bildgalleri

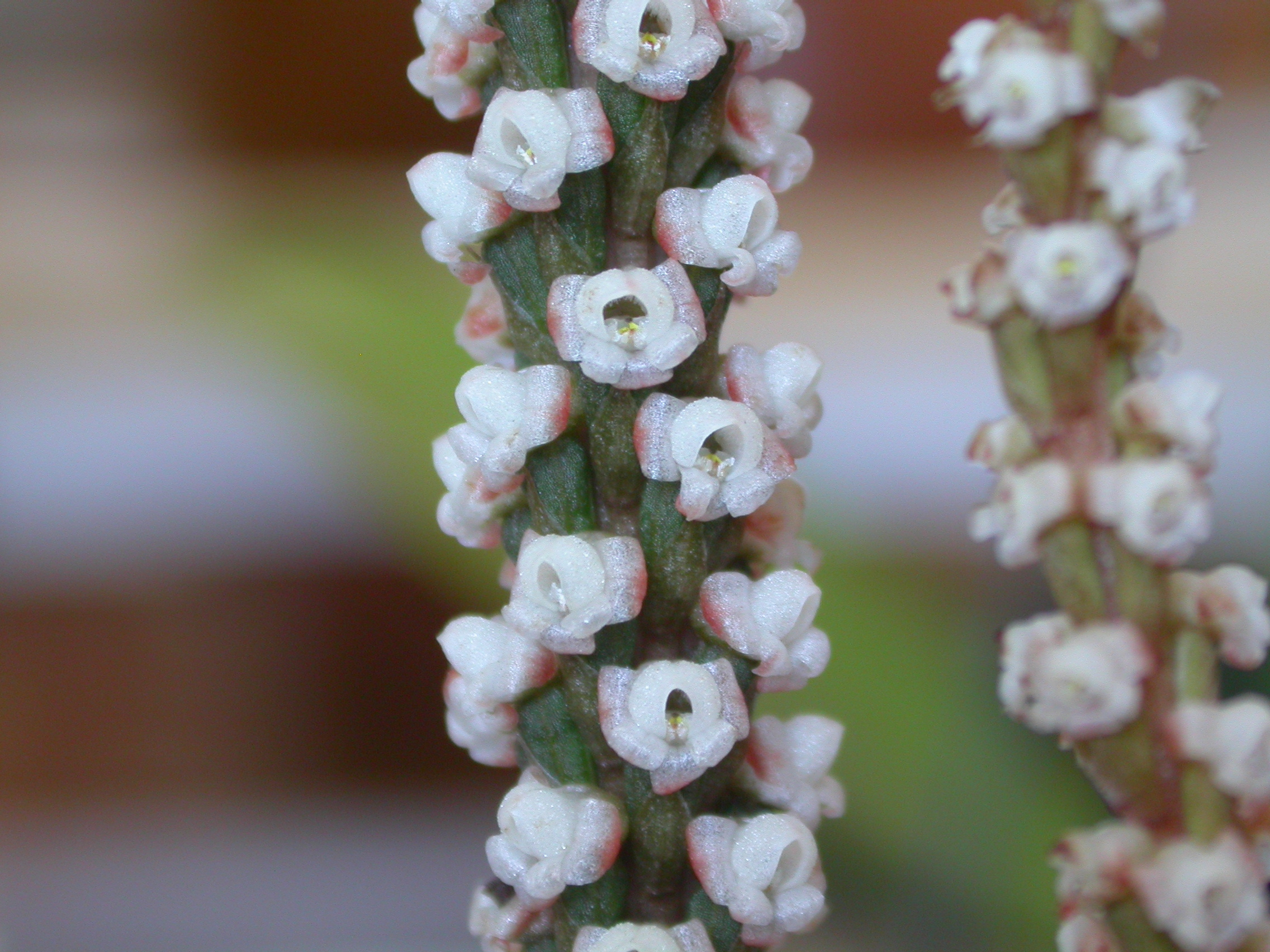